# Karel Rudolf z Lichtenštejna
Karel Rudolf kníže z Lichtenštejna (Karl Rudolf Fürst von Liechtenstein) (19. dubna 1827 Velký Varaždín – 16. ledna 1899 Vídeň) byl rakouský šlechtic a důstojník z rodu Lichtenštejnů. Jako dědic vedlejší rodové linie získal v roce 1861 rakouský knížecí titul a stal se dědičným členem panské sněmovny. Vlastnil rozsáhlé statky na Moravě (Moravský Krumlov).

## Životopis

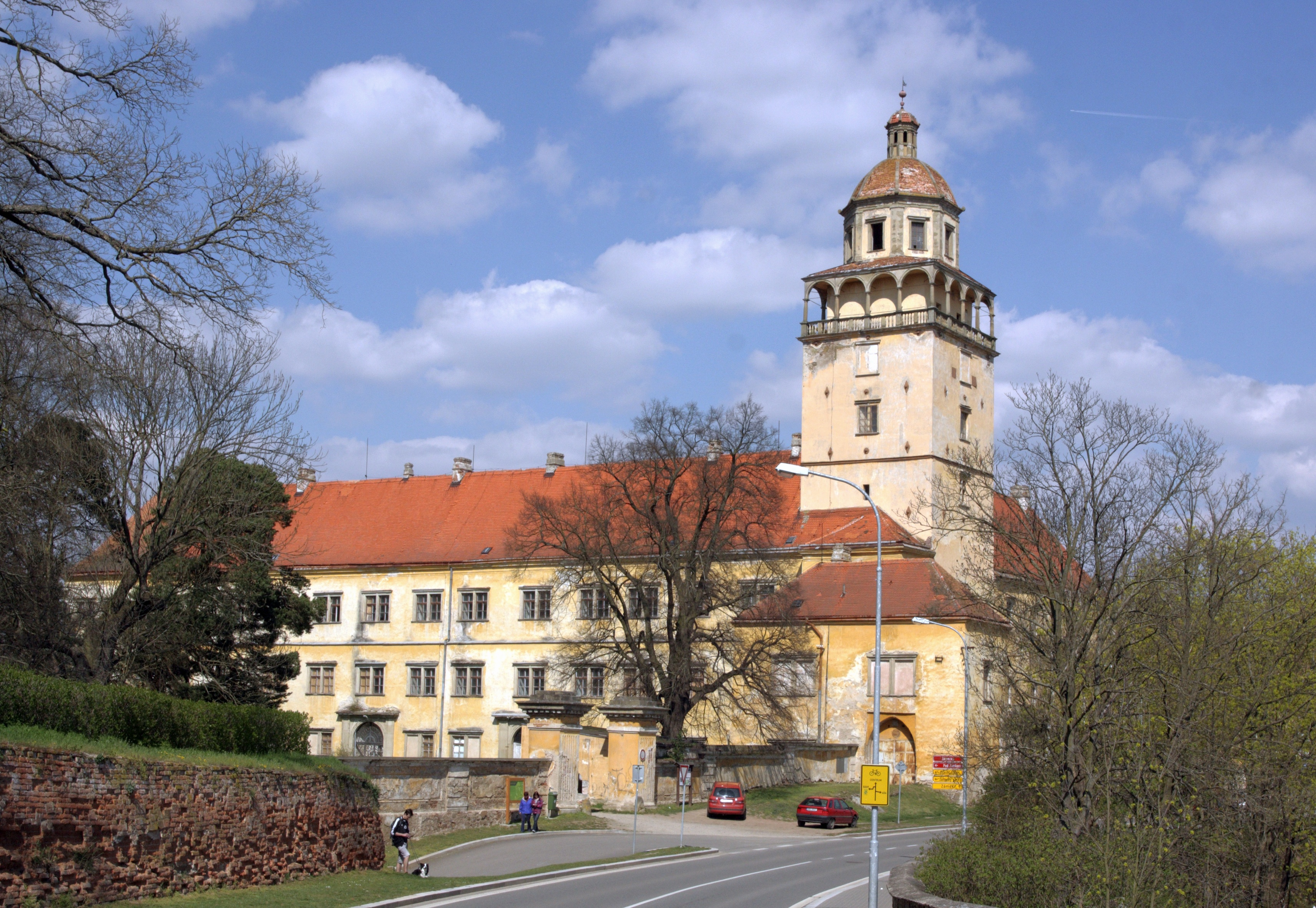
Zámek v Moravském Krumlově

Pocházel z moravskokrumlovské větve knížecího rodu Lichtenštejnů, narodil se jako starší syn generála prince Karla z Lichtenštejna (1790–1865) a Františky, rozené hraběnky Bruntálské z Vrbna (1799–1863). Od roku 1846 sloužil v armádě, během revoluce v Uhrách v roce 1849 byl zraněn. V hodnosti rytmistra zastával v roce 1851 funkci pobočníka císaře Františka Josefa, v roce 1858 v hodnosti podplukovníka odešel do výslužby. Jako předurčený dědic vedlejší linie Lichtenštejnů získal v roce 1861 rakouský knížecí titul a od roku 1867 byl dědičným členem panské sněmovny, byl též c. k. komořím. Po otci zdědil velkostatky na jižní Moravě, Moravský Krumlov, Budkov a Hostim. Ve Vídni a na Moravě byl členem řady spolků. Zemřel bez potomstva a byl pohřben v rodové hrobce v Moravském Krumlově, majetek a knížecí titul přešel na mladšího bratra Rudolfa. Po Rudolfově smrti (1908) převzalo majetek potomstvo jejich sester (Kinští, Trauttmansdorffové, Salm-Reifferscheidtové).